# Riccardo Mitchell
Riccardo Mitchell (Messina, 1815 – 1888) è stato un letterato e patriota italiano.
Figlio dell'irlandese John Mitchell, Riccardo si affermò come insigne intellettuale tanto da diventare prima professore di estetica e, dopo la morte di Felice Bisazza, professore di letteratura.
Partecipa ai moti del 1848 e dopo l'Unità d'Italia gli viene conferita la Medaglia commemorativa dell'Unità d'Italia.
Rettore dell'Università di Messina dal 1865 al 1876 e membro dell'Accademia Peloritana dei Pericolanti, sposò Isabella Bisazza, dalla quale ebbe i figli Ernesto Giuseppe (morto infante), Giacomo, Roberto e Maddalena. Fu sepolto nel famedio del cimitero monumentale di Messina. 
Si ricorda anche il fratello Francesco, molto noto nel campo dell'editoria.

## Opere
- Lo scudo di Ercole. Poemetto di Esiodo dal greco ridotto in versi italiani, con la traduzione di tre inni di Omero e di un'ode di Alceo, Messina, T. Capra, 1839
- Ore poetiche, Messina, T. Capra, 1842
- Melodie, Messina, G. Fiumara, 1844
- Gl'Idillii di Mosco e Bione volgarizzati da Giuseppe De Spuches e Riccardo Mitchell, Palermo, F. Lao, 1846
- Le rivelazioni. Carme, Palermo, Carini, 1847
- Teogonia di Esiodo tradotta dal greco, Messina, O. Pastore, 1857
- I poemi di Esiodo recati in versi italiani, Messina, M. Nobolo, 1863
- Le Profezie di Ezechiello recate in versi italiani, Messina, M. Nobolo, 1868
- Saggio di Teocrito. Il bifolchetto. Idillio XX [tradotto in terza rima], in: "Nuove effemeridi siciliane", vol. III, disp. 2 (agosto 1871), p.84-86
- Canto e luce. Nuovi versi, Messina, Tip. Filomena, 1872